# Centre de Recerca Matemàtica
Das Centre de Recerca Matemàtica (CRM) ist ein mathematisches Forschungsinstitut in Barcelona.

## Geschichte
Das Institut wurde 1984 als Teil des Institut d’Estudis Catalans (IEC, der katalanischen Akademie) gegründet. Seit 2002 ist es ein Konsortium zwischen dem IEC und der Generalitat de Catalunya (der katalanischen Regierung). Es befindet sich im Mathematik-Gebäude der Universitat Autònoma de Barcelona.
Gründungsdirektor war Manuel Castellet, ein Professor an der Autonomen Universität von Barcelona, der 1973 in Zürich bei Beno Eckmann in algebraischer Topologie promovierte. Das von Eckmann gegründete Forschungsinstitut für Mathematik an der ETH Zürich war ein Vorbild für die Gründung des Barceloner Instituts. Durch die eingeladenen Wissenschaftler und Post-Doktoranden sollen die internationalen Kontakte der Mathematiker in Katalonien gefördert werden. Wie das ETH Forschungszentrum hat es enge Verbindungen zur Universität. Besonderen Aufschwung erhielt das Zentrum in Vorbereitung und Ausrichtung des dritten Europäischen Mathematikerkongresses 2000 in Barcelona.
Gemäß den Interessen von Castellat ist ein Schwerpunkt Algebraische Topologie, wozu alle vier Jahre eine Konferenz in Barcelona stattfindet.

## Arbeitsweise
Zurzeit (2013) sind 19 festangestellte Wissenschaftler beschäftigt. Das Institut organisiert Trimester zu speziellen Themen, außerdem Sommerschulen, Konferenzen und Seminare.